# Myzostoma areolatum
Myzostoma areolatum is een ringworm uit de familie Myzostomatidae.
Myzostoma areolatum werd in 1883 voor het eerst wetenschappelijk beschreven door Graff.